# Kim Dong-jun (acteur)
Cet article concerne l’acteur. Pour le footballeur, voir Kim Dong-jun.
Dans ce nom coréen, le nom de famille, Kim, précède le nom personnel.
Kim Dong-jun (hangeul : 김동준 ; hanja : 金桐俊 ; romanisation révisée : Gim Dong-jun ; McCune-Reischauer : Kim Tongjun) est un chanteur et acteur sud-coréen, né le 11 février 1992 à Pusan. En 2009, il est connu en tant que membre du boys band ZE:A avant de participer aux séries télévisées sud-coréenne telles que The Fugitive of Joseon (천명 : 조선판 도망자 이야기, 2013), Neighborhood Lawyer Jo Deul-ho (동네변호사 조들호, 2016), Black (블랙, 2017) et About Time (멈추고 싶은 순간: 어바웃타임, 2018) et au cinéma, A Company Man (회사원, 2012) et Dead Again (데드 어게인, 2017).

## Filmographie

### Films
- 2011 : Ronin Pop (회사원) de[Qui ?] : Ape
- 2012 : A Company Man (회사원) d’Im Sang-yoon : Ra-hoon
- 2014 :  Take My Hand (?) de[Qui ?] : Tae-ho
- 2017 : Dead Again (데드 어게인) de[Qui ?] : Jeong Hoon

### Séries télévisées
- 2010 : Prosecutor Princess (검사 프린세스) de Jin Hyeok : l’homme de la boîte de nuit
- 2010 : Please Marry Me (결혼해주세요) de Park Man-young : lui-même
- 2010 : Gloria (글로리아) de Kim Min-shik et Kim Kyun-hee (épisodes 11 et 14)
- 2011 : Crossing the Youngdo Bridge (영도다리를 건너다) de Kim Jin-won : Oh Ji-hoon
- 2011 : Girl K (소녀 K) de Kim Jong-hyeon : Go Yeong-min
- 2012 : My Husband Got a Family (넝쿨째 굴러온 당신) de Kim Hyung-suk : lui-même (caméo)
- 2013 : The Fugitive of Joseon (천명 : 조선판 도망자 이야기) de Lee Jin-seo et Jeon Woo-sung : Mu Myeong
- 2013 : Couple Clinic: Love and War 2 - Idol Special (부부클리닉 사랑과전쟁: 공평한 사랑) de Go Chan-soo : Seo Min-jae
- 2014 : Aftermath (후유증) de Kim Yang-hee : Ahn Dae-yong
- 2014 : Climb The Sky Walls (하늘벽에 오르다) de[Qui ?] : Tae-ho
- 2014 : Boarding House 24th St. (하숙24번지) : lui-même
- 2015 : About Love (2nd story: Secret Love)  de[Qui ?] : Jun-woo
- 2015 : Selection (선택) de[Qui ?] : Choi Min-hyeok
- 2016 : Neighborhood Lawyer Jo Deul-ho (동네변호사 조들호) de Lee Jeong-seob et Lee Eun-jin : Kim Yoo-shin
- 2016 : Still Loving You (빛나라 은수) de[Qui ?] : Yoon Soo-ho
- 2016 : Happy Hostage  de[Qui ?] : Hong Chan
- 2017 : Black (블랙) de Kim Hong-sun : Oh Man-soo
- 2018 : About Time (멈추고 싶은 순간: 어바웃타임) de Kim Hyeong-sik : Jo Jae-yoo
- 2019 : Chief of Staff (보좌관) de[Qui ?] : Han Do-kyeong
- 2020 : More Than Friends (경우의 수) de[Qui ?] : Ohn Joon-Soo

### Spectacle musical
- 2011 : Aladin[1] : Aladin
- 2012 : Catch Me If You Can[2] : Frank
- 2014 : Goong[3] : Lee Shin
- 2014 : All Shook Up : Elvis

## Distinctions
| Année | Cérémonie                                       | titre            | Catégorie                                                                                      | Résultat   |
| ----- | ----------------------------------------------- | ---------------- | ---------------------------------------------------------------------------------------------- | ---------- |
| 2015  | 9th Annual Daegu International Musical Festival | All Shook Up     | Newcomer Award (Prix du débutant)                                                              | Lauréat    |
| 2017  | Asia Model Festival Awards                      | N/A              | Popular Star Award (Prix d’étoile populaire)                                                   | Lauréat    |
| 2017  | 2017 KBS Drama Awards                           | Still Loving You | Excellence Award (Prix d’excellence) Actor in a Daily Drama (Prix du meilleur acteur du drama) | Nomination |